# Bạch (họ)
Bạch là một họ của người thuộc vùng Văn hóa Đông Á, gồm Việt Nam, Triều Tiên (Hangul: 백, Romaja quốc ngữ: Baek hay Paek) và Trung Quốc (chữ Hán: 白, Bính âm: Bai).
Tại Trung Quốc trong danh sách Bách gia tính họ Bạch đứng thứ 267, và về mức độ phổ biến họ này xếp thứ 79 theo thống kê năm 2006.

## Họ Bạch tại Việt Nam
Tại Việt Nam, họ Bạch là một dòng họ lâu đời, có nhiều người thành đạt trên nhiều lĩnh vực. Tuy không là một trong các họ phổ biến, số người họ Bạch khá đông và có hầu khắp Việt Nam như: Hòa Bình, Quảng Ninh, Hà Nội, Nghệ An, Trà Vinh, Vĩnh Long,...
Tại Thành phố Hồ Chí Minh có hai khu vực có người họ Bạch sinh sống là họ Bạch gốc Hoa tại khu Chợ Lớn và họ Bạch gốc Việt tại vùng Thủ Đức. Họ Bạch gốc Việt tại vùng Thủ Đức bắt đầu từ một cụ tổ, một số người cao tuổi còn lại nói có thể từ thế kỷ XVIII (cũng có thể là từ thời khai hoang lập ấp), các bia mộ họ Bạch hiện nay còn lại khá nhiều, một số ghi những người đã khuất có từ nửa đầu thế kỷ XIX như Bạch Văn Đây, Bạch Văn Chiều..., hiện nay dòng họ này tập trung nhiều ở đoạn từ chợ Thủ Đức tới khu giáp ranh huyện Dĩ An, Bình Dương với số lượng con cháu khá đông, ước tính khoảng ít nhất là ba nghìn năm trăm người.

## Người Việt Nam họ Bạch có danh tiếng
- Bạch Đa, Bạch Tượng, Bạch Địa, các vị tướng nhà Đinh tham gia dẹp 12 sứ quân.
- Bạch Liêu, trạng nguyên thời nhà Trần
- Bạch Đông Ôn, (1811-1881) tự là Hòe Phủ là một nhà quan trong triều đình nhà Nguyễn, ông đỗ Hoàng giáp khoa Ất Mùi, niên hiệu Minh Mệnh thứ 16 (1835).
- Bạch Thái Bưởi, nhà kinh doanh Việt Nam đầu thế kỷ XX
- Bạch Hưng Khang, viện trưởng Viện Công nghệ Thông tin Việt Nam
- Bạch Thành Phong, nhà cách mạng và chính trị gia Việt Nam
- Bạch Thành Định, thiếu tướng Công an Nhân dân Việt Nam
- Bạch Thành Trung, chủ sở hữu diễn đàn vOz, một trong những diễn đàn về công nghệ thông tin lớn nhất Việt Nam.
- Bạch Công Khanh, diễn viên, ca sĩ và mc người Việt Nam
- Bạch Văn Mừng, nguyên Cục trưởng Cục Quản lý cạnh tranh (nay là Ủy ban Cạnh tranh Quốc gia), Bộ Công Thương.
- Bạch Thị Hương Thủy Ủy viên Ủy ban Pháp luật của Quốc hội
- Bạch Quốc Khánh Chủ tịch Hội Huyết học – Truyền máu Việt Nam, nguyên viện trưởng Viện Huyết học – Truyền máu Trung ương
- Bạch Văn Cam  bác sĩ, thầy thuốc nhân dân người Việt Nam

## Người Trung Quốc họ Bạch có danh tiếng
- Bạch Khởi, danh tướng nước Tần thời Chiến Quốc
- Bạch Cư Dị, đại thi hào nhà Đường
- Bạch Hành Giản, nhà văn và nhà thơ trong thời Đại Đường
- Bạch Phác, nhà soạn kịch đời Nguyên, một trong Nguyên khúc tứ đại gia
- Bạch Sùng Hy, Thượng tướng quân đội Quốc dân đảng Trung Quốc
- Bạch Tiên Dũng, con trai của Bạch Sùng Hi, nhà văn Đài Loan
- Bạch Băng Băng, diễn viên Đài Loan
- Bạch Lộc nữ diễn viên Trung Quốc.
- Bạch Chú nam ca sĩ, diễn viên Trung Quốc.
- Bạch Vũ nam diễn viên Trung Quốc.
- Bạch Hâm Huệ diễn viên, mc, người mẫu Đài Loan
- Bạch Thắng  nhân vật hư cấu trong tiểu thuyết cổ điển Trung Hoa Thủy hử.
- Bạch Kính Đình nam diễn viên người Trung Quốc

## Người Triều Tiên họ Baek/Paek có danh tiếng
- Paek Hak-rim (Hán Việt: Bạch Hạc Lâm), bộ trưởng Bộ Công an Cộng hòa Dân chủ Nhân dân Triều Tiên
- Paek Nam-sun (Hán Việt: Bạch Nam Thuần), bộ trưởng Bộ Ngoại giao Cộng hòa Dân chủ Nhân dân Triều Tiên
- Paek Sang-ho (Hán Việt: Bạch Tương Hạo), thượng tướng quân đội Cộng hòa Dân chủ Nhân dân Triều Tiên

## Người họ Bạch có danh tiếng ở nước khác
- Nam June Paik (Hán Việt: Bạch Nam Chuẩn), nghệ sĩ người Mỹ gốc Hàn
- Bạch Linh, nữ diễn viên người Mỹ gốc Hoa
- Bạch Vi Tú, hoa hậu hoàn vũ, nữ diễn viên nổi tiếng Singapore.